# Slaperstil
Slaperstil (Gronings: Sloaperstil) is een gehucht in de gemeente Groningen, in de Nederlandse provincie Groningen , ten noorden van het dorp Hoogkerk aan de Friesestraatweg, tussen Groningen en Zuidhorn, aan de rand van de gemeente. Het vormde lange tijd onderdeel van Leegkerk. Het gehucht telt twee boerderijen, een ten noorden en een ten zuiden van de weg, een benzinestation en een Chinees restaurant. Ten zuidwesten staat de poldermolen De Jonge Held uit 1829.

## Naam
Volgens Kornelis ter Laan is er, ondanks de naam, geen til (brug) in het plaatsje. Hij vergist zich, want de (kleine) brug pal ten zuiden van de zuidelijke boerderij met de naam Slaperstil ligt over de toevoerleiding naar de molen; het Oude Maar. De naam verwijst naar de ligging in de (oorspronkelijke) slaperdijk van de beek de Hunsinge, niet te verwarren met de Hunze. De Hunsinge was tot in de veertiende eeuw de benedenloop van het Peizerdiep dat verderop uitmondde in de Drentsche Aa. Hoewel het woord eigenlijk een samentrekking is van "slapers" en "til" spreekt de combinatie "slaper" en "stil" net zo tot de verbeelding als "dood" en "stil" bij de plaatsnaam Doodstil.
De plaats Slaperstil is ondanks zijn geringe grootte bij veel Groningers bekend. Dit is mede te danken aan het gelijknamige radioprogramma op Radio Noord in de jaren 1980 waarvoor Ede Staal de titelsong schreef en, tot kort voor zijn overlijden, regelmatig bijdragen leverde.

## Geschiedenis
Slaperstil ligt aan de binnenzijde van een meander van de vroegere Hunsinge. De plaats bestond vroeger uit een drietal boerderijen rond de Zijlvesterweg tussen Hoogkerk en Dorkwerd. Door de aanleg van de Friesestraatweg rond 1840 ontstond er een kruising en daardoor kwam de plaats centraler te liggen. Ten zuiden van de Friesestraatweg werd vanuit de zuidelijke boerderij Slaperstil een herberg annex bakkerij gevestigd en ten noorden verrezen een aantal diaconiewoningen van de Hervormde Gemeente Leegkerk. De herberg had begin 20e eeuw een doorrid en stalling en droeg eveneens de naam Slaperstil. In 1924 werd ten oosten van de herberg een smederij gebouwd, dat uitgroeide tot een autobedrijf. In 1955 werd de Zijlvesterweg aan zuidzijde van de Friesestraatweg ongeveer 50 meter opgeschoven naar het westen toen de weg van Hoogkerk naar de Friesestraatweg dubbel zo breed gemaakt werd om het groeiende verkeer beter te kunnen verwerken. Sinds die tijd sluiten het noordelijke en zuidelijke deel van de Zijlvesterweg niet meer op elkaar aan. In 1958 werd naast het café een tankstation van Shell gebouwd. Het café werd in de jaren 1960 omgevormd tot een wegrestaurant annex chauffeurscafé. Het tracé van de oude Zijlvesterweg tussen café en tankstation werd toen volgestort met puin om als parkeerplaats dienst te kunnen doen. In 1995 werd het café verbouwd tot Chinees restaurant Oriëntal Palace. Het tankstation werd in 1999 omgevormd tot een BIM (onderdeel van Shell) en in 2007 naar een Tinq (Gulf Oil). Sinds dat laatste jaar is het station onbemand.

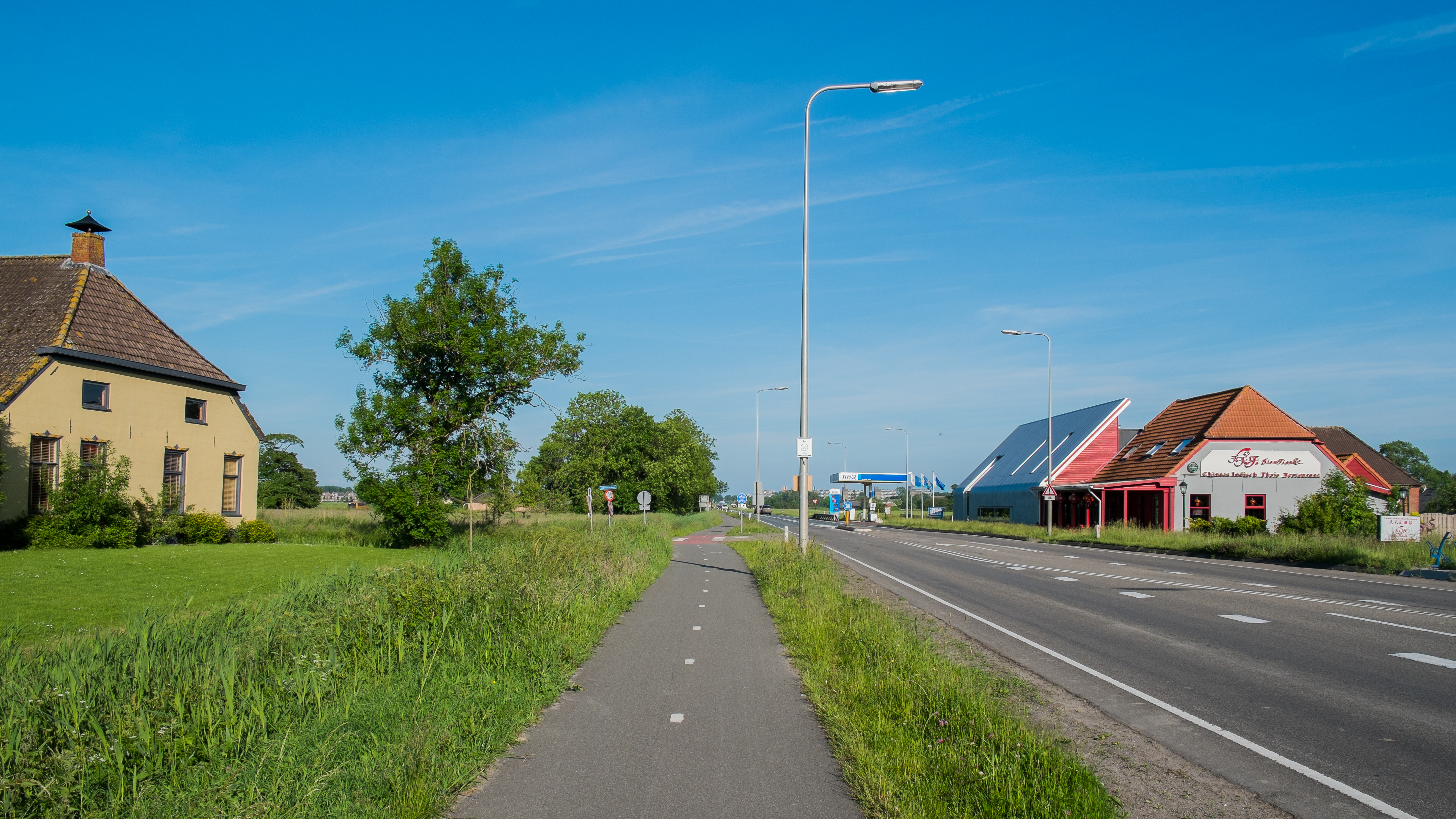
Gezicht op Slaperstil vanaf Nieuwklap met links de noordelijke boerderij en rechts het Chinees restaurant en het tankstation
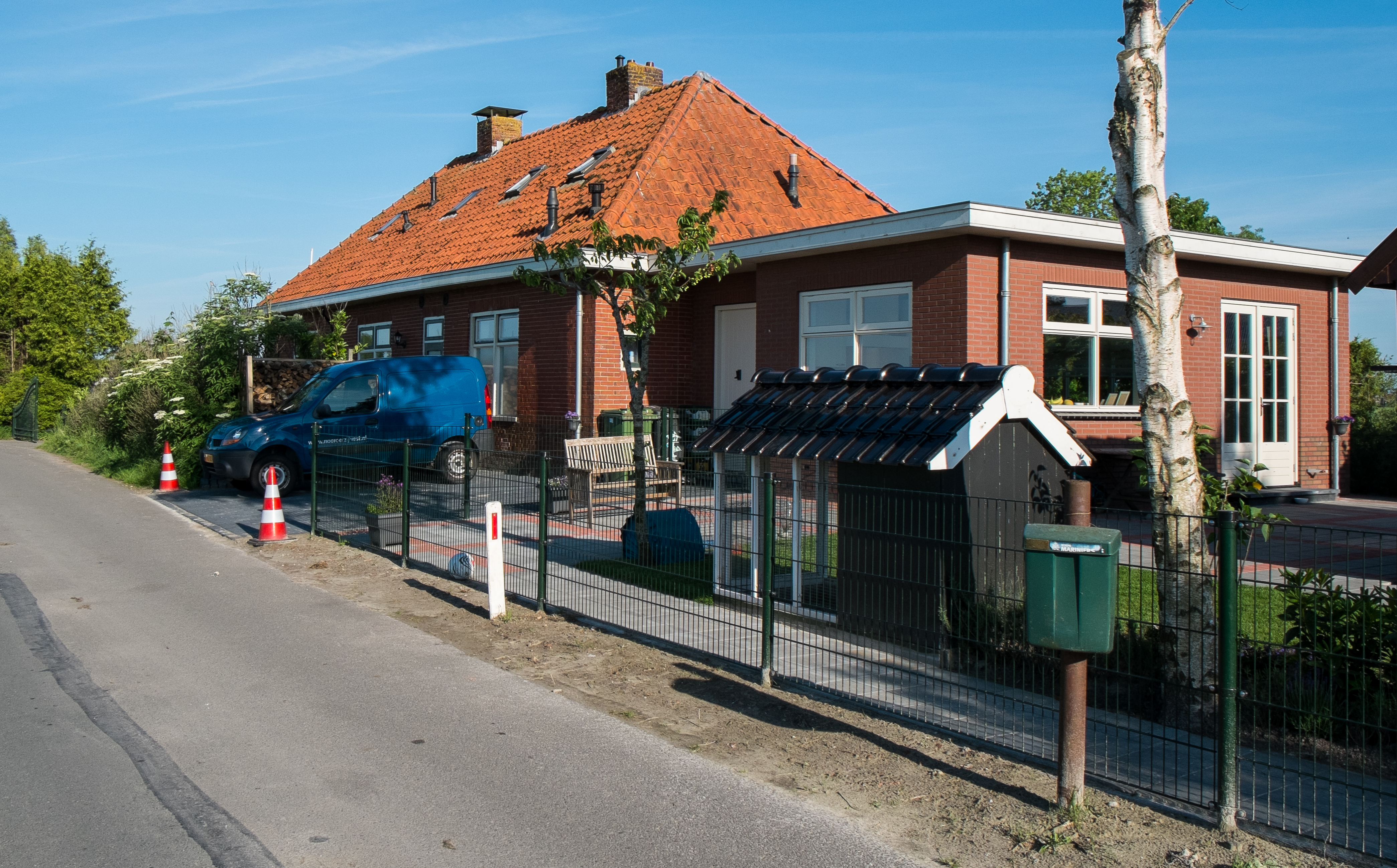
De voormalige diaconiewoningen aan de Zijlvesterweg ten noorden van de Friesestraatweg

Stad: Groningen

Dorpen: Garmerwolde · Glimmen · Haren · Harkstede (deels) · Lageland · Lellens · Meerstad · Noordlaren · Onnen · Sint-Annen · Ten Boer · Ten Post · Thesinge · Winneweer · Woltersum

Buurtschappen: Achter-Thesinge · Boltklap · Bouwerschap · Bovenrijge · Dilgt · Dorkwerd · Engelbert · Emmerwolde · Essen · Euvelgunne · Felland · Harendermolen · Hemert · Hemmen · Hoogkerk · Leegkerk · Hoornsedijk · Klein Harkstede · Kröddeburen · Lageweg · Lutjewolde · Middelbert · Noorddijk · Noorderhoogebrug · Oosterdijkshorn · Oosterhoogebrug · Oude Roodehaan · Paterswolde (deels) · Ruischerbrug · Roodehaan · Slaperstil · Steerwolde · Vierverlaten · Wittewierum · Zevenhuisjes

Provincie Groningen: Steden en dorpen      Nederland: Provincies · Gemeenten